# 171. Reserve-Division (Wehrmacht)
Die 171. Reserve-Division war eine deutsche Infanteriedivision im Zweiten Weltkrieg. 

## Divisionsgeschichte

### 171. Division und Division Nr. 171
Am 9. November 1939 wurde in Hannover durch den Wehrkreis XI aus dem kurze Zeit vorher aufgestellten Stab des Kommandeurs der Ersatztruppen XI die 171. Division aufgestellt. Mitte Dezember 1939 erfolgte die Umbenennung in Division Nr. 171. Die Division blieb in den folgenden, knapp drei Jahren in Hannover und war mit Ausbildungsaufgaben betraut, die zur Auffrischung anderer Einheiten erforderlich waren.
Gliederung:
- Infanterie-Ersatz-Regiment 19 (Hannover) mit Bataillon 59, 73 und 74
- Infanterie-Ersatz-Regiment 71 (Hildesheim) mit Bataillon 191, 194 und 211
- Infanterie-Ersatz-Regiment Northeim mit Bataillon 348, 396 und 398
- Artillerie-Ersatz-Regiment 19 (Hannover) mit Abteilung 19, 171 und 216
- Nachrichten-Ersatz-Abteilung 13 (Hannover)
- Pionier-Ersatz-Abteilung 4 (Holzminden)
- Kraftfahrer-Ersatz-Abteilung 11 (Stendal), 31 (Magdeburg)
- Fahr-Ersatz-Abteilung 11 (Hannover)

Kommandeur der Dienststelle bzw. der 171. Division und später der Division Nr. 171 war der Generalmajor/Generalleutnant Eugen Schlenther.

### 171. Reserve-Division
Die Division wurde am 1. Oktober 1942 im Zuge der Umgliederung des Ersatzheeres durch den Wehrkreis XI aus der Division Nr. 171 aufgestellt. Die Division wurde anschließend in die besetzten Niederlanden in den Raum um Arnheim geschickt. Dort blieb die Division. wie in der Folge auch, statisch eingesetzt, weil die Motorisierung der Division fehlte. Anfang November 1942 war als Brunhilde-Division eine 171. Infanterie-Division bestehend aus den Grenadier-Regimentern 19 und 71, einer Artillerie-Abteilung 19 und einer Panzerjagd-Kompanie 1071 geplant, welche aber nicht aufgestellt wurde. Vielmehr wurde bis Jahresende 1942 eine Einsatzgruppe 171, bestehend aus jeweils einer Kompanie der Grenadier-Ersatz-Bataillone, an die 156. Reserve-Division abgegeben. Anfang 1943 waren dann die Kompanien wieder in die 171. Reserve-Division eingegliedert. 
Im Februar 1943 wurde die Division nach Dixmuiden in Belgien verlegt und im Küstendienst eingesetzt. In der folgenden Zeit unterstand die Division der 15. Armee. Ab 23. November 1943 stand die Division beim Oberbefehlshaber West, wurde neu gegliedert und im Februar 1944 final in die bodenständige 48. Infanterie-Division überführt. 
Gliederung 1943:
- Reserve-Grenadier-Regiment 19 mit Bataillon 194, 211 und 588, später ohne Bataillon 211 in das Grenadier-Regiment 128 der 48. Infanterie-Division überführt
- Reserve-Grenadier-Regiment 71 mit Bataillon 191 und 398, später in das Grenadier-Regiment 127 der 48. Infanterie-Division überführt
- Reserve-Grenadier-Regiment 216 mit Bataillon 348, 396 und 590, später ohne Bataillon 348 in das Grenadier-Regiment 126 der 48. Infanterie-Division überführt
- Reserve-Artillerie-Regiment 252 mit Abteilung 19 und 276, später in das Artillerie-Regiment 148 der 48. Infanterie-Division überführt
- Divisions-Einheiten 1071, später in Divisions-Einheiten 148 der 48. Infanterie-Division überführt

Divisionskommandeur war der Generalmajor/Generalleutnant Friedrich Fürst, welcher auch bis Februar 1944 das Kommando über die aus der 171. Reserve-Division hervorgegangenen 48. Infanterie-Division übernahm.

## Bekannte Divisionsangehörige
- Oberst Hans Brabänder: Kommandeur des Infanterie-Ersatz-Regiments 71 bei der 171. Division